# Temps mort
Temps mort is een Frans-Belgische dramafilm uit 2023, geschreven en geregisseerd door Eve Duchemin in haar speelfilmdebuut.

## Verhaal
Voor het eerst sinds lange tijd mogen drie gevangenen een weekend weg. De gevangenis heeft hen een uitgaansvergunning gegeven van 48 uur om hun weg te vinden. Op deze 48 uur proberen ze wat de verloren tijd in te halen en geliefden te ontmoeten.

## Rolverdeling
| Acteur          | Personage         |
| --------------- | ----------------- |
| Karim Leklou    | Bonnard           |
| Issaka Sawadogo | Hamousin          |
| Jarod Cousyns   | Colin             |
| Johan Leysen    | vader van Bonnard |

## Release en ontvangst
Temps mort ging op 28 januari 2023 in première op het Filmfestival van Oostende. De film kreeg overwegend positieve kritieken van de filmcritici, met een score van 3,3/5 op Allociné, gebaseerd op 20 beoordelingen. De film kreeg op de 13e Magritte du cinéma-uitreiking twee nominaties (beste film, beste debuutfilm) voor de Magrittes du cinéma.

## Prijzen en nominaties
De belangrijkste:
| Jaar | Prijs              | Categorie        | Genomineerde(n)  | Uitslag     |
| ---- | ------------------ | ---------------- | ---------------- | ----------- |
| 2024 | Magritte du cinéma | Beste film       | Beste film       | Genomineerd |
| 2024 | Magritte du cinéma | Beste debuutfilm | Beste debuutfilm | Genomineerd |